# Melonanchora emphysema
Melonanchora emphysema är en svampdjursart som först beskrevs av Schmidt 1875.  Melonanchora emphysema ingår i släktet Melonanchora och familjen Myxillidae. Inga underarter finns listade i Catalogue of Life.